# Kościół św. Maksymiliana Kolbego w Podaninie
Kościół św. Maksymiliana Kolbe – rzymskokatolicki kościół filialny, zlokalizowany w Podaninie koło Chodzieży. Należy do parafii św. Kazimierza w pobliskich Podstolicach.

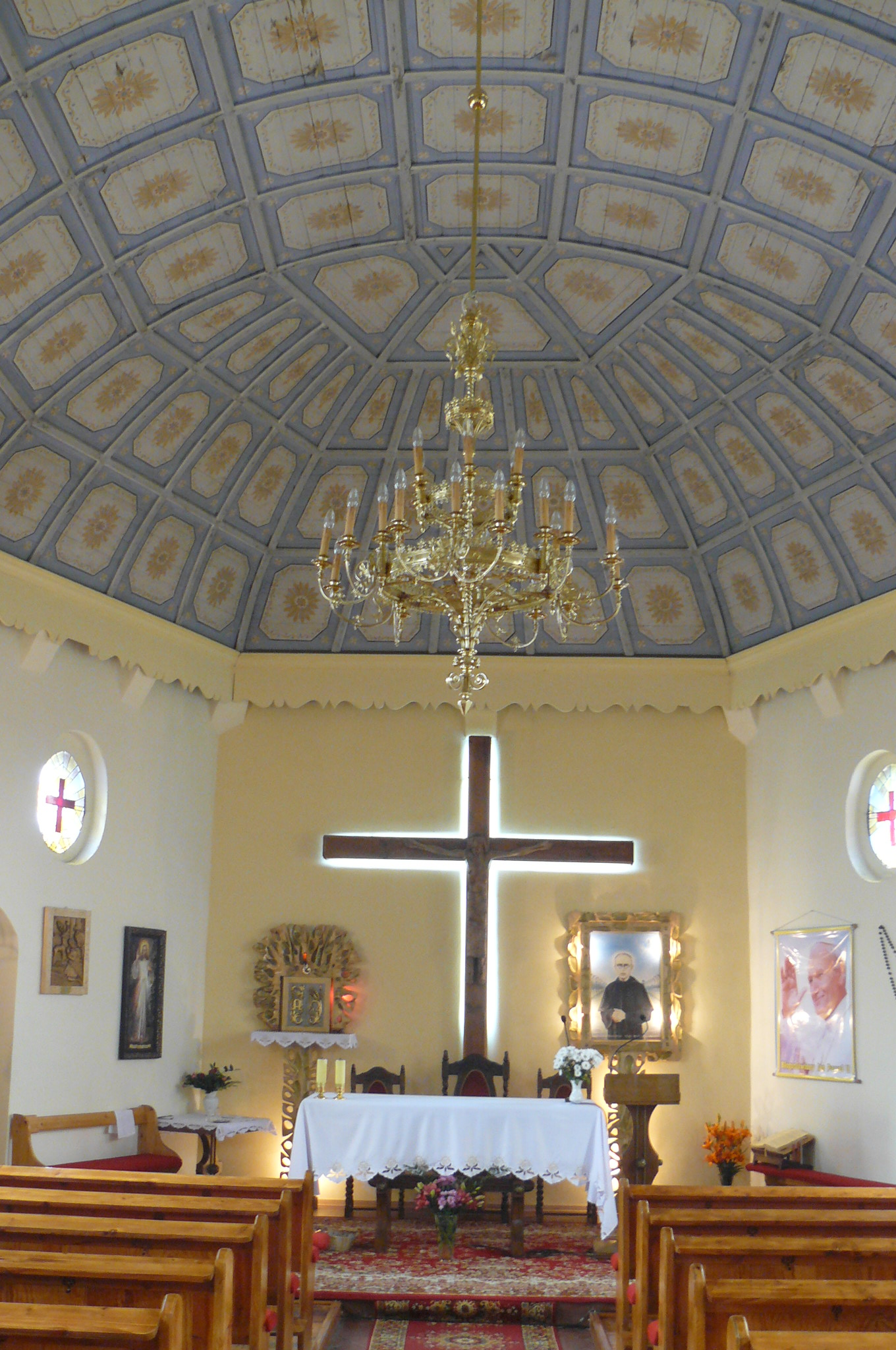
Wnętrze i strop

Obiekt zbudowany w 1913. Do 1945 w posiadaniu gminy ewangelickiej. Po II wojnie światowej pełnił rolę magazynu nawozów sztucznych. Od 1973 ponownie jest użytkowany dla celów kultu religijnego.
Świątynia salowa, przykryta charakterystycznym, ręcznie malowanym stropem. Elewacja frontowa niesymetryczna z podcieniem narożnym i wysoką wieżą. Wokół stara zieleń. Obok kościoła kaplica z drewnianą figurą św. Maksymiliana Kolbe i prosta dzwonnica stalowa.
W 2011 obiekt wyremontowany z Europejskiego Funduszu Rolnego na rzecz Rozwoju Obszarów Wiejskich (grant na lata 2007-2013).